# Daniel Van Buyten
Daniel Van Buyten (Chimay, 7. veljače 1978.) belgijski je bivši nogometaš. 
Njegov otac, Franz Van Buyten je bio popularan europski hrvač u razdoblju od 1960. do 1980. godine. Njegova majka Renate je Njemica. U sezoni 2003./04., Van Buyten, tada igrač Olympique de Marseillea, je kratko posuđen u engleski Manchester City, u kojeg nije prečesto nastupao. U lipnju 2006., Bayern München je najavio kupnju Belgijanca od rivala Hamburga i Van Buyten je potpisao ugovor do 2009./10. sezone. 

## Karijera

### Bayern München
Van Buyten je imao dosta uspješnu prvu sezonu u bavarskom klubu, kao sjajni središnji branič uz Lúcija. Svoj pvi pogodak za Bayern, Van Buyten je postigao 9. prosinca 2006. protiv Energie Cottbusa. Van Buyten je drugi pogodak postigao u porazu protiv dortmundske Borussije. Međutim, njegov najvažniji doprinos klubu je bio u utakmici četvrtfinala Lige prvaka protiv AC Milana, 3. travnja 2007. godine. Van Buyten je postigao jako važna dva gola u gostima za Bayern München. Te sezone je postigo četiri pogotka, a ukupno je imao tri pogotka u Ligi prvaka (prvi gol je zabio 2003./04. sezone za Marseille protiv Real Madrida). 

### Belgija
Van Buyten je u belgijsku reprezentaciju prvi put pozvan 2001. godine i bio je na popisu za Svjetsko prvenstvo 2002. godine. 11. veljače 2009., postigao je dva pogotka u prijateljskoj utakmici protiv Slovenije.

## Nagrade i uspjesi
FC Bayern München
- Bundesliga: 2007./08., 2009./10., 2012./13., 2013./14.
- Njemački kup: 2007./08., 2009./10., 2012./13.
- Njemački liga-kup:  2007.
- UEFA Liga prvaka: 2012./13.
- UEFA Superkup: 2013.
- FIFA Svjetsko klupsko prvenstvo: 2013.

## Vanjske poveznice
- Službena stranica  Arhivirana inačica izvorne stranice od 2. svibnja 2007. (Wayback Machine) (njem.) (fr.) (nizoz.)
- Statistika  Arhivirana inačica izvorne stranice od 7. veljače 2008. (Wayback Machine) na SoccerBase.com (engl.)
- Statistika na Fussballdaten.de (njem.)